# Татенен
Татенен («земля, що піднімається») — у давньоєгипетської міфології бог землі. Центром його культу був Мемфіс. Згідно з поглядами єгиптян, Татенен створив весь світ, богів і людей. Крім того, він забезпечував фараонам довге життя. Пізніше Татенен ототожнювався з Птахом, через що ім'я бога Татенена стало синонімічне імені Птаха. Птах-Татенен шанувався як той, що дає їжу.